# Northland Resources
Northland Resources var ett gruvföretag med inriktning på järnmalm. Företaget hade säte i Luxemburg och primär börsnotering i Toronto.
Northland Resources bedrev ett projekt i Tapuli-gruvan utanför Pajala, Sverige och ett i Hannukainen i Kolari, Finland. Den första leveransen från Tapuli-gruvan var i december 2012. Företaget begärde sig i konkurs i december 2014.

## Finansiell kris 2013
Northland Resources inledde en rekonstruktion den 8 februari 2013.
Den 29 maj 2013 meddelande Northland Resources att företaget fått ett tillskott på 335 miljoner USD och därigenom löst den akuta krisen.  Ett konsortium bestående av Folksam, Metso, Norrskenet och Peab investerade tillsammans 100 miljoner USD. LKAB deltog i uppgörelsen genom det delägda riskkapitalbolaget Norrskenet med kapital motsvarande 25 miljoner USD. Räddningsplanen godkändes av obligationsägarna den 4 juni 2013. Flera av obligationsköparna var leverantörer som hoppades få tillbaka obetalda fordringar genom att sälja obligationerna på börsen sedan. Det fick dock börskursen att gå ned kraftigt.

## Rekonstruktionsförsök och konkurs 2014
Priset på järnmalm hade stagnerat 2013 och gick ned kraftigt 2014. Det berodde dels på att byggen av nya fastigheter gått ned, samt att nya gruvor såsom Tapuli startas, båda med tanke på de höga priserna cirka 2010.
Northland Resources malmbrytning avbröts 8 oktober 2014 efter att företaget hamnat i ekonomisk kris. Mellan juli och början av december 2014 gjordes ett rekonstruktionsförsök, men det begärde sig i konkurs i december 2014.

## Konkursförvaltaren överlåter gruvan 2017
I september 2017 skrev konkursförvaltaren ett avtal med företaget Abecede AB (senare Kaunis Iron AB), som då kom att äga hela gruvan, med planerat tillträde i december samma år. I oktober 2017 lämnade företaget en ansökan till Bergsstaten om att brytningstillståndet skulle överföras till företaget från konkursboet. Kaunis Iron AB anställde den tidigare kommunchefen i Pajala, geologen Åsa Allan, som gruvchef och arbetade med att söka finansiärer för den nya gruvan. Gruvan beräknades medföra ca 300–350 nya arbetstillfällen.